# Michał Grendys

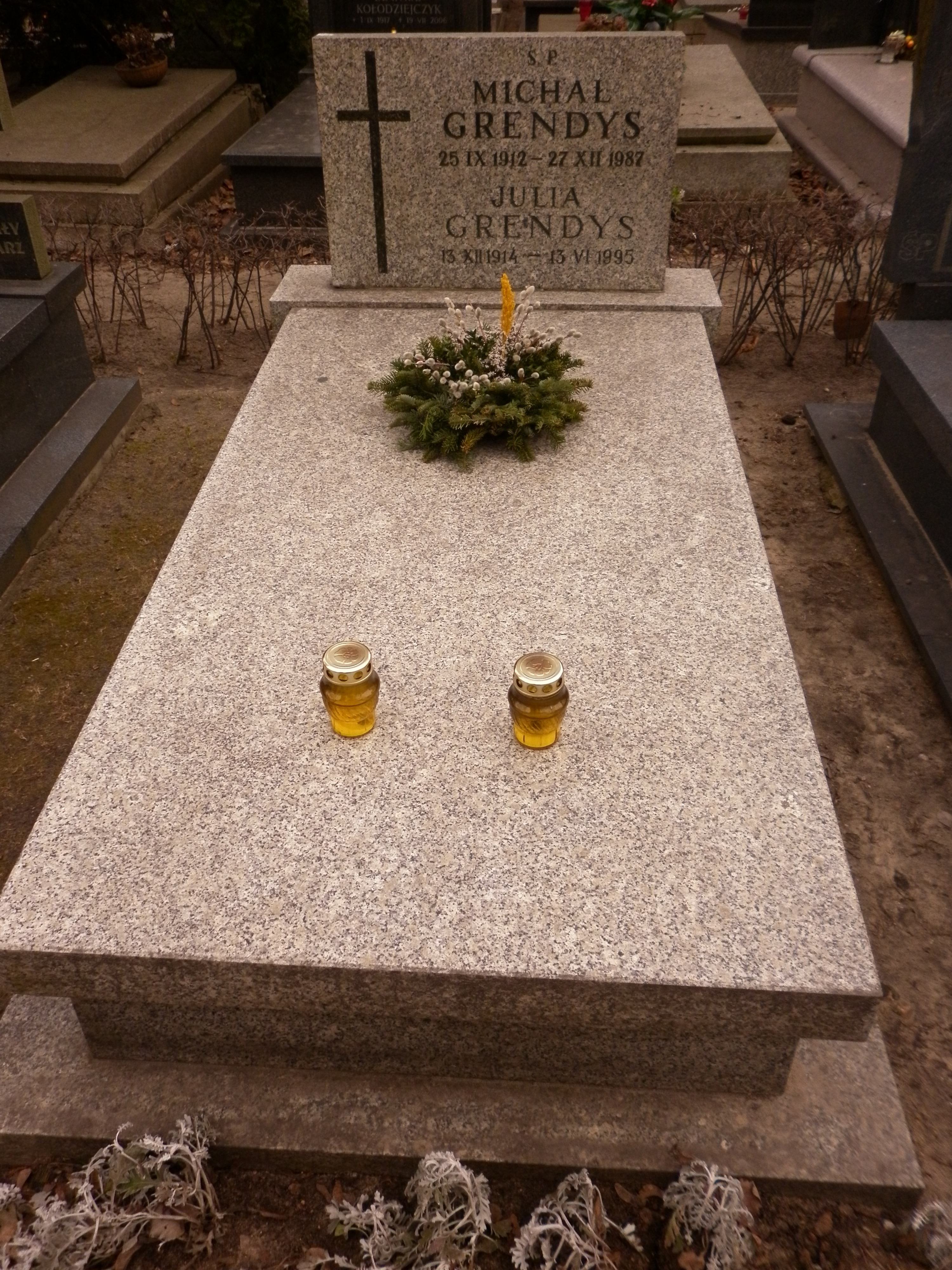
Grób Michała Grendysa na Wojskowych Powązkach

Michał Grendys (ur. 25 września 1912 w Witkowicach, zm. 27 grudnia 1987 w Warszawie) – polski działacz państwowy, poseł na Sejm PRL II, III, IV, V, VI i VII kadencji (1957–1980), członek Rady Państwa (1972–1980), wiceprzewodniczący CK Stronnictwa Demokratycznego (1973–1976) i przewodniczący jego Centralnej Komisji Rewizyjnej (1976–1981).

## Życiorys
Był synem Jana i Jadwigi. Ukończył gimnazjum w Tarnowie, pracował jako praktykant i urzędnik państwowy w zarządzie miejskim w Ropczycach. Ukończył studia na Wyższej Szkole Nauk Administracyjno-Politycznych w Łodzi (1952) i na Wydziale Prawa Uniwersytetu Łódzkiego (1959). Zatrudniony w Komisji Klasyfikacyjnej Gruntów w województwie lwowskim (1935–1939). Podczas II wojny światowej i pierwsze lata po wojnie urzędnik skarbowy w Rzeszowie. W 1944 przystąpił do Klubu Demokratycznego w Rzeszowie, zaś w następnym roku do Stronnictwa Demokratycznego. W 1946 został sekretarzem Powiatowego Komitetu SD w Rzeszowie, w 1947 sekretarzem i wiceprzewodniczącym tamtejszego Wojewódzkiego Komitetu SD. W 1948 wybrany w skład Centralnego Komitetu w Warszawie, w gremium tym zasiadał do 1976. W latach 1950–1953 sprawował funkcję sekretarza Wojewódzkiego Komitetu w Łodzi, następnie zaś pozostawał na analogicznym stanowisku w Krakowie (1953–1955). Był kierownikiem zespołu organizacyjnego i zespołu ds. rad narodowych CK SD. Zasiadał w radach narodowych, miejskiej w Rzeszowie oraz wojewódzkich w Rzeszowie, Łodzi i Krakowie. 
W latach 1969–1976 członek prezydium Centralnego Komitetu SD, zaś w kadencjach 1965–1969 i 1971–1973 sekretarz CK. W okresie 1973–1976 sprawował funkcję zastępcy przewodniczącego CK SD Andrzeja Benesza. W latach 1976–1981 przewodniczył pracom Centralnej Komisji Rewizyjnej SD. W łonie Stronnictwa uznawany za tzw. „wtyczkę” Polskiej Zjednoczonej Partii Robotniczej.
W latach 1957–1980 był posłem na Sejm PRL II, III, IV, V, VI i VII kadencji; w V kadencji był przewodniczącym Klubu Poselskiego SD (1971–1972). Podczas II kadencji reprezentował okręg dębicki, a w następnych kadencjach rzeszowski. W latach 1972–1980 był członkiem Rady Państwa.
W latach 1971–1983 wiceprzewodniczący Ogólnopolskiego Komitetu Frontu Jedności Narodu.
Żonaty z Julią Grendys z domu Ochab (1914–1995). Dwoje dzieci: Jerzy Grendys – absolwent Akademii Sztuk Pięknych w Warszawie, Janusz Grendys – ukończył studia na Wydziale Handlu Zagranicznego Szkoły Głównej Planowania i Statystyki w Warszawie.
Odznaczony m.in. Orderem Sztandaru Pracy I klasy, Krzyżami Kawalerskim i Oficerskim Orderu Odrodzenia Polski, Złotym Krzyżem Zasługi (1954) Medalem 10-lecia Polski Ludowej (1955), Medalem 30-lecia Polski Ludowej (1974) oraz Odznaką „Zasłużonemu Działaczowi Stronnictwa Demokratycznego”.
Pochowany z honorami 4 stycznia 1988 na Cmentarzu Wojskowym na Powązkach (kwatera C31-tuje-2). W pogrzebie udział wzięli m.in. przewodniczący CK SD Tadeusz Witold Młyńczak, zastępca przewodniczącego Rady Państwa Tadeusz Szelachowski oraz członek Rady Państwa Kazimierz Morawski. W imieniu kierownictwa SD przemówienie pożegnalne wygłosił przewodniczący Centralnej Komisji Rewizyjnej SD Adam Langer.